# 法治周末
《法治周末》是由中央政法委机关报《法治日报》社主办的政经周报。《法治周末》前身是2007年1月1日创刊的《法制日报·周末》。经国家新闻出版总署批准，于2010年1月7日正式更名为《法治周末》。